# Сечение (теория доказательств)
Сечение в теории доказательств — правило вывода, позволяющее удалить («высечь») промежуточное высказывание {\displaystyle A}:
{\displaystyle {\cfrac {\ \Gamma \ \rightarrow \ \Delta ,\ A\qquad A,\ \Theta \ \rightarrow \ \Lambda \ }{\Gamma ,\ \Theta \ \rightarrow \ \Delta ,\ \Lambda }}}.
Поскольку правило сечения не обладает свойством подформульности (требующим, чтобы посылки состояли из подформул заключения), особую значимость (в том числе для возможности конструктивного доказательства их непротиворечивости) приобретают логические исчисления с устранимостью сечений, то есть такие, в которых всякую выводимую секвенцию можно вывести без сечения. Для классического и интуиционистского исчислений секвенций свойство доказано Генценом, в дальнейшем оно установлено для большой серии классических и неклассических теорий высших порядков.